# Хаутамяки, Матти
Матти Антеро Хаутамяки (фин. Matti Antero Hautamäki) род. 14 июля 1981 года в Оулу — известный финский прыгун с трамплина, призёр Олимпийских игр, чемпион мира.
В Кубке мира Хаутамяки дебютировал в 1997 году, в декабре 2000 года одержал свою первую победу на этапе Кубка мира. Всего на сегодняшний момент имеет 23 победы на этапах Кубка мира, 16 личных соревнованиях и 7 в командных. Лучшим достижением по итогам Кубка мира для Хаутамяки являются 3-и места в сезонах 2001-02 и 2004-05.
На Олимпиаде-2002 в Солт-Лейк-Сити выиграл серебро в командных соревнованиях и бронзу в личном турнире на большом трамплине, кроме того занял 6-е место на нормальном трамплине.
На Олимпиаде-2006 в Турине, выиграл две серебряные медали, на нормальном трамплине и в команде, кроме того стал 5-м на большом трамплине.
На Олимпиаде-2010 в Ванкувере стартовал в двух дисциплинах: стал 4-м в команде и 26-м на большом трамплине.
За свою карьеру участвовал в пяти чемпионатах мира, на которых завоевал одну золотую и три серебряные медали. Успешно выступал на чемпионатах мира по полётам на лыжах, на которых завоевал три серебряные и две бронзовые награды.
Использует лыжи производства фирмы Atomic.
Его родной брат Юсси Хаутамяки также является прыгуном с трамплина.